# Haiyan (Haibei)

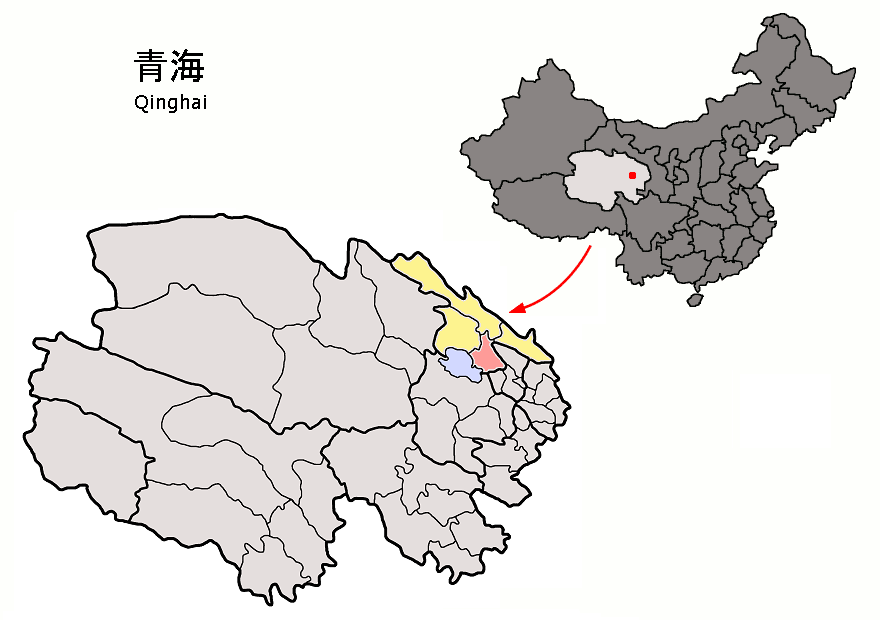
Lage des Kreises Haiyan

Haiyan (海晏县; Pinyin: Hǎiyàn Xiàn) ist ein Kreis des Autonomen Bezirks Haibei der Tibeter im Nordosten der chinesischen Provinz Qinghai. Er ist der tibetischen Kulturregion Amdo zuzurechnen. Seine Hauptorte sind die Großgemeinden Sanjiaocheng (三角城镇) und Xihai (西海镇). Er hat eine Fläche von 4.455 km² und zählt 37.729 Einwohner (Stand: Zensus 2020).
Die Stätten der Ruinenstadt der Xihai-Präfektur (Xihai jun gucheng yizhi) und Chinas erste Forschungsstation für Atomwaffen (Di-yi ge hewuqi yanzhi jidi jiuzhi) stehen auf der Liste der Denkmäler der Volksrepublik China.

## Administrative Gliederung
Auf Gemeindeebene setzt sich der Kreis aus zwei Großgemeinden und fünf Gemeinden (davon zwei Nationalitätengemeinden der Mongolen) zusammen. Diese sind (Pinyin/chin.):
- Großgemeinde Sanjiaocheng 三角城镇
- Großgemeinde Xihai 西海镇

- Gemeinde Jintan 金滩乡
- Gemeinde Qinghaihu 青海湖乡
- Gemeinde Tuole der Mongolen 托勒蒙古族乡
- Gemeinde Halejing der Mongolen 哈勒景蒙古族乡
- Gemeinde Ganzihe 甘子河乡

## Ethnische Gliederung der Bevölkerung (2000)
Beim Zensus im Jahr 2000 hatte Haiyan 32.879 Einwohner.
| Name des Volkes | Einwohner | Anteil  |
| --------------- | --------- | ------- |
| Han             | 18.095    | 55,04 % |
| Tibeter         | 8.122     | 24,7 %  |
| Mongolen        | 4.743     | 14,43 % |
| Hui             | 1.177     | 3,58 %  |
| Tu              | 598       | 1,82 %  |
| Manju           | 50        | 0,15 %  |
| Salar           | 45        | 0,14 %  |
| Dongxiang       | 20        | 0,06 %  |
| Zhuang          | 8         | 0,02 %  |
| Bonan           | 5         | 0,02 %  |
| Yugur           | 5         | 0,02 %  |
| Sonstige        | 11        | 0,03 %  |